# Robert Moncéré
 (mai 2025).
Si vous disposez d'ouvrages ou d'articles de référence ou si vous connaissez des sites web de qualité traitant du thème abordé ici, merci de compléter l'article en donnant les références utiles à sa vérifiabilité et en les liant à la section « Notes et références ».
Pas d'image ? Cliquez ici

a Compétitions nationales et continentales officielles uniquement.

Robert Moncéré, né le 5 mai 1928 à Montauban (Tarn-et-Garonne) et mort le 24 décembre 2006 à Pessac (Gironde), est un joueur français de rugby à XV et de rugby à XIII évoluant aux postes de troisième ligne à XV et de troisième ligne ou de centre à XIII dans les années 1940 et 1950.
Natif de Montauban, il pratique le rugby à XV au sein de l'U.S. Montauban avant de rejoindre le R.C. Toulon. En 1950, il change de code de rugby et signe pour le R.C. Marseille en rugby à XIII. Avec celui-ci, il remporte à une reprise le titre de Coupe de France en 1957, en ayant pour équipier François Rinaldi, Auguste Ambert, Jean Rouqueirol, Roger Carmouze et Antranick Apellian.

## Biographie
Robert Moncéré naît le 5 mai 1928 à Montauban dans le département français du Tarn-et-Garonne.
Il meurt le 24 décembre 2006 à Pessac en Gironde.

## Palmarès
- Collectif :
  - Vainqueur de la Coupe de France : 1957 (Marseille).
  - Finaliste du Championnat de France : 1952 et 1954 (Marseille).
  - Finaliste de la Coupe de France : 1955 (Marseille).

### Détails en club
| Saison    | Saison       | Championnat           | Championnat | Coupe           | Coupe      |
| Saison    | Saison       | Comp.                 | Class.      | Comp.           | Class.     |
| --------- | ------------ | --------------------- | ----------- | --------------- | ---------- |
| 1950-1951 | RC Marseille | Championnat de France | 1/2 finale  | Coupe de France | 1/4 finale |
| 1951-1952 | RC Marseille | Championnat de France | Finaliste   | Coupe de France | 1/8 finale |
| 1952-1953 | RC Marseille | Championnat de France | 1/2 finale  | Coupe de France | 1/8 finale |
| 1953-1954 | RC Marseille | Championnat de France | Finaliste   | Coupe de France | 1/2 finale |
| 1954-1955 | RC Marseille | Championnat de France | 5e          | Coupe de France | Finaliste  |
| 1955-1956 | RC Marseille | Championnat de France | 1/2 finale  | Coupe de France | 1/2 finale |
| 1956-1957 | RC Marseille | Championnat de France | 1/2 finale  | Coupe de France | Vainqueur  |
| 1957-1958 | RC Marseille | Championnat de France | 8e          | Coupe de France | 1/4 finale |